# David Berkowitz
Pour les articles homonymes, voir Berkowitz et Falco.
David Richard Berkowitz (né Richard David Falco le 1er juin 1953 à New York), aussi connu sous le surnom de « Fils de Sam » (Son of Sam), est un tueur en série américain qui a avoué le meurtre de six personnes et en a blessé plusieurs autres à New York dans les années 1970.
L'immense couverture médiatique de l'affaire a rendu célèbre Berkowitz, qui en a profité financièrement en vendant ses souvenirs au travers de biographies. En réponse, l'État de New York a adopté des lois, connues sous le nom de Loi du Fils de Sam, qui prélèvent les profits que les criminels retirent de la commercialisation de leurs infractions et les reversent à un fonds destiné aux victimes, lois adoptées dans les années 1980 par vingt-neuf autres États américains.

## Biographie
Né Richard David Falco d'une liaison adultère entre Betty Broder, femme issue d'une famille juive pauvre et de Tony Falco, italo-américain catholique, ses deux parents se séparent avant sa naissance. Il est abandonné puis adopté par Nathan et Pearl Berkowitz, quincaillers juifs.
Après avoir attaqué plusieurs personnes avec un couteau, il achète en 1976 un revolver Charter Arms Bulldog calibre 44 (11 mm) et, rôdant la nuit dans sa Ford Galaxie jaune, tire au hasard et à bout portant sur des couples flirtant en voiture. Il continue pendant plus d'un an ses crimes sans être inquiété par la police qui est confrontée à de nombreux témoignages contradictoires. Il fait alors les gros titres des journaux du pays. Selon des rumeurs, le parrain de la famille Bonanno Carmine Galante, dont la fille brune aux cheveux longs ressemblait aux victimes de Berkowitz, aurait mis les hommes de son organisation mafieuse à la disposition de la police pour traquer le tueur.
Son surnom de « Fils de Sam » lui est attribué lorsqu'on découvre une lettre où il déclare être le fils de Sam. Se sentant harcelé par les aboiements des bergers allemands de son voisinage, il déménage régulièrement pour leur échapper et déclarera lors de son arrestation que c'est Satan qui lui ordonne de tuer par l'intermédiaire du labrador noir de son voisin Sam Carr.
Il est arrêté par la police le 10 août 1977 à la suite du témoignage d'une personne qui l'a vu, non loin du lieu d'une de ses agressions, le 30 juillet 1977 retirer une contravention de sa voiture et s'en aller. La police, après avoir fouillé la voiture du suspect, garée devant son domicile, et découvert sur la banquette arrière une carabine Commando Mark 3 et dans la boîte à gants une lettre annonçant de nouveaux crimes, l'interpelle vers 22 h alors qu'il s'apprête à monter dans sa voiture avec son revolver caché dans un sac en papier.
Décrit comme un homme sans histoires à l'époque où il commet ses crimes (il est alors un employé au tri de l'United States Postal Service, effacé et jovial), il est jugé comme sain d'esprit et est condamné à six peines de prison à vie pour meurtres le 12 juin 1978, soit 365 années de prison. Incarcéré dans le centre correctionnel d'Attica, il rejoint en 1987 l'Église évangélique chrétienne « Born Again » et adopte un nouveau nom, le « fils de l'espoir » (Son of Hope). Depuis 2000, il participe auprès d'une association d'aide aux victimes à Houston à la lutte contre les tueurs en série qui vendent leurs objets souvenir.

## Postérité
Selon le journaliste John Hockenberry, bien que Berkowitz soit le seul condamné pour ces crimes, certaines autorités judiciaires considèrent qu'il y a des questions non résolues et que d'autres personnes pourraient avoir été impliquées. Ainsi, le journaliste Maury Terry pense qu'une secte satanique, dont Berkowitz aurait été membre, serait à l'œuvre derrière les meurtres attribués à David Berkowitz. Par ailleurs, le condamné a lui-même laissé entendre que d'autres affaires, telle celle du meurtre d'Arlis Perry en Californie, sont liées à des mouvements sectaires, mais aucune preuve formelle n'en a été établie.
L'affaire Berkowitz a été rouverte en 1996 et laisse place depuis à de nombreuses théories du complot.

### Films et séries télévisées
- Ce fait divers a inspiré le film de Spike Lee Summer of Sam avec, entre autres, John Leguizamo et Adrien Brody. En outre, les épisodes Le Dernier Mot (saison 2 épisode 9), Jeu de hasard (saison 3 épisode 20), Dans la gueule du loup (saison 4 épisode 15) et Le Mal dominant (saison 6 épisode 4) de la série Esprits criminels font référence au « Fils de Sam » à plusieurs reprises.
- Le « Fils de Sam » est mentionné également en 2009 dans l'épisode 1-02 de la série Castle [10].
- Dans l'épisode 11 de la saison 4 de Vampire Diaries, lors d'un flashback, le vampire Damon Salvatore s'attaque à un jeune couple, l'homme lui demande, juste avant de mourir, s'il est le célèbre tueur et s'il est le Fils de Sam et Damon lui répond « plutôt le fils de Giuseppe »
- Dans le premier épisode de la saison 2 de Rick et Morty sorti en 2015, Rick ne se fie pas à la créature de la quatrième dimension et dit qu'il pourrait très bien être « le David Berkowitz du pays des timbrés » (“the David Berkowitz of Nutsackland” dans la version originale).
- En 2019, Mindhunter consacre un épisode à Berkowitz. L'épisode 2 de la saison 2 met en scène un échange entre le tueur et les deux enquêteurs de la série. Berkowitz est interprété par Oliver Cooper.
- En 2021, le documentaire Les Fils de Sam : L'horreur sans fin, sous forme de feuilleton de quatre épisodes, est produit par Netflix et retrace l'enquête menée par Maury Terry, journaliste et auteur de plusieurs livres sur le sujet.
- Dexter New blood épisode 4 (2021) Quand Harrison Morgan regarde des podcasts sur le crime, on peut voir un épisode sur le fils de Sam.
- Dans l'épisode 5 de la saison 2 de Only Murders in the Building Le fils de Sam est un jeu, où on distribue une carte à chaque participant, qui représente pour tous sauf un une femme blonde et pour le dernier le fils de Sam.
- Dans le film Mon cousin Vinny (1992), devant prouver au juge sa qualité d'avocat, Vinny (joué par Joe Pesci) évoque l'affaire. Devant l'étonnement du juge, il prétend avoir défendu le premier suspect dans le dossier et l'avoir fait acquitter.
- Dans l'épisode 5 de la saison 11 de Legends of Tomorrow Le fils de Sam est mentionné car il est lié au chien de l'enfer, qui lui aurait demandé de commettre des meurtres, ramené par Gary sur le vaisseau temporel.
- Dans Dexter: les origines, Berkowitz fait une apparition en tant qu'hallucination lors que Dexter Morgan cherche un meilleur moyen de ce débarrasser d'un corps.

### Musique
- En 1990, Marilyn Manson écrit la chanson Sam, Son of Man, en référence au tueur.
- L'artiste américain Elliott Smith sort en 2000 la chanson Son of Sam, premier titre de son album Figure 8.
- Le groupe de musique électronique australien Severed Heads lui consacre en 2005 une chanson et une vidéo qui font partie de leurs tournées et de leur compilation vidéo sur le DVD Robot Peep Show. Le groupe de métal belge Bloodshot lui consacre également un morceau sur leur premier album. Le groupe de punk américain The Dead Boys enregistre une chanson à son sujet dans leur deuxième album We Have Come For Your Children en 1978.
- En 2009, Eminem fait référence au tueur dans son morceau Stay Wide Awake, paru sur son album Relapse
- Le groupe de punk hardcore français Dear God No le cite dans sa chanson The Serial Killers In Love With You en 2019.

### Médiagraphie

#### Documentaires télévisés
- « Son of Sam, le tueur de New York » dans Portraits de criminels sur RMC Story et sur RMC Découverte.

#### Émission radiophonique
- Jacques Pradel, Le fils de Sam, RTL, L'Heure du crime, 16 janvier 2014.